# Dario Nicoletti
Dario Nicoletti (né le 7 mars 1967 à Mariano Comense en Lombardie) est un coureur cycliste italien, professionnel de 1991 à 1997.

## Palmarès

### Palmarès amateur
- 1986
  - Trofeo Comune di Capergnanica
- 1990
  - Gran Premio di Diano Marina
  - Gran Premio Palio del Recioto
  - Tour de Lombardie amateurs
  - 2e du Freccia dei Vini

### Palmarès professionnel
- 1991
  - Tour de Campanie
- 1997
  - 2e étape de la Hofbrau Cup (contre-la-montre par équipes)